# 賴斯鎮區 (愛荷華州靈戈爾德縣)
赖斯鎮區（英語：Rice Township）是位於美國愛荷華州靈戈爾德縣的一個行政鎮區。

## 地方資料
根據2010年美國人口普查的數據，赖斯鎮區的面積為74.23平方千米，當中陸地面積為73.82平方千米，而水域面積為0.41平方千米。當地共有人口217人，而人口密度為每平方千米2.92人。